# معركة القريتين (مارس–أبريل 2016)
كانت معركة القريتين (مارس–أبريل 2016) عملية عسكرية شنتها قوات الحكومة السورية، بدعم من الضربات الجوية الروسية، لإستعادة السيطرة على بلدة القريتين  بصفة رئيسية من الدولة الإسلامية. البلدة تقع في مفترق يربط الحدود العراقية مع تدمر ومن تدمر إلى دمشق؛ وقد سقطت في أيدي داعش خلال معركة القريتين (أغسطس 2015) السابقة.